# Listă de scriitori evrei
Aceasta este o listă de scriitori evrei.

## A
- Șalom Aš

## P
- Isaac Leib Peretz

## Ș
- Șalom Alehem